# د آگوستینی. ژاپن
د آگوستینی. ژاپن (به ژاپنی: デアゴスティーニ・ジャパン) یک شرکت چاپ ژاپنی و یک شعبه از شرکت چاپ د آگوستینی در ایتالیا است. مرکز این انتشارات در شهر توکیو می‌باشد.